# 1457 Анкара
1457 Анкара (енгл. 1457 Ankara) је астероид главног астероидног појаса са средњом удаљеношћу од Сунца која износи 2,695 астрономских јединица (АЈ).
Апсолутна магнитуда астероида је 10,6 а геометријски албедо 0,039.